# Alfonso Lacadena
Alfonso Lacadena García-Gallo (Zaragoza, 21 de agosto de 1964-Madrid, 9 de febrero de 2018) fue un arqueólogo, historiador y epigrafista español, uno de los mayores expertos en la cultura maya, especialista en su escritura y en el descifrado de sus textos. Fue profesor en la Universidad Complutense de Madrid.

## Biografía
Nacido en Zaragoza, el profesor Alfonso Lacadena era especialista en fuentes escritas indígenas mesoamericanas, lingüística maya, escritura náhuatl y literatura mesoamericana comparada, autor de numerosas monografías sobre estos temas. Alumno del Colegio de Nuestra Señora del Recuerdo de Madrid (PP.Jesuitas), tras estudiar tres años de Derecho, se licenció y doctoró en Historia por la Universidad Complutense, fue Premio Extraordinario de Doctorado (1994-1995) por su tesis doctoral sobre las grafías mayas.
El 13 de octubre de 2011, el Museo Peabody de Arqueología y Etnología, de la Universidad de Harvard le concedió el Premio Tatiana Proskuriakof por sus aportaciones al desciframiento de la escritura maya y del náhuatl. 
El profesor Lacadena trabajó con la etnia Ch'orti en el oriente de Guatemala, cerca de Honduras. Excavó en las ruinas de Machaquilá, en la selva del Petén. Estudió textos jeroglíficos en Ek Balam, a unos 50 kilómetros de Chichén Itzá. Asimismo, impartió numerosos cursos de epigrafía tanto en España como en América, especialmente en México, como en la Universidad Autónoma de Yucatán y la Universidad Nacional Autónoma de México.
En 2017 fue homenajeado en III Encuentro de Gramotología celebrado en la Universidad Nacional Autónoma de México. Casado, era padre de dos hijos. Falleció  en 2018 a causa de un cáncer.

## Obra

### Libros individuales
- 1995: Evolución formal de las grafías escriturarias mayas: Implicaciones históricas y culturales. Tesis doctoral dirigida por Emma Sánchez Montañés. Universidad Complutense de Madrid (1995).
- 2002: Evolución formal de las grafías escriturarias mayas: implicaciones históricas y culturales. Universidad Complutense. ISBN 84-8466-076-1

### Libros colectivos
- 1998: Anatomía de una civilización: aproximaciones interdisciplinarias a la cultura maya. Coordinado por: Andrés Ciudad Ruiz, María Yolanda Fernández Marquínez, José Miguel García Campillo, María Josefa Iglesias Ponce de León, Alfonso Lacadena García Gallo, Luis Tomás Sanz Castro. Sociedad Española de Estudios Mayas. ISBN 84-923545-0-X
- 2007: "Stimmen aus Stein, Stimmen aus Papier: Die Hieroglyphenschrift der Maya". En Maya. Könige aus dem Regenwald. Ines de Castro, ed., pp. 78-91. Verlag Gebrüder Gerstenberg, Hildesheim.
- 2009: Migraciones y llegadas: mito, historia y propaganda en los relatos mayas prehispánicos en las tierras bajas. En colaboración con Andrés Ciudad Ruiz en Diásporas, migraciones y exilios en el mundo maya, coord. por Mario Humberto Ruz, Joan García Targa, Andrés Ciudad Ruiz, 2009, ISBN 978-607-02-0612-2, págs. 57-78.
- 2009. "Apuntes para un estudio de literatura maya antigua". En Text and Context: Yucatec Maya Literature in a Diachronic Perspective/ Texto y Contexto: La Literatura Maya Yucateca en Perspectiva Diacrónica. Antje Gunsenheimer, Tsubasa Okoshi y John F. Chuchiak, eds., pp. 31-52. BAS (Bonner Amerkanistische Studien), Shaker Verlag Aachen, Bonn.
- 2010. "Rituales en una sociedad «sin» reyes: el caso de Río Bec y del edificio A (5N2) en particular". En El ritual en el mundo Maya: de lo privado a lo público (A. Ciudad, M.J. Iglesias y M. Sorroche, eds.), pp. 153-180, Publicaciones de la SEEM nº 9, Sociedad Española de Estudios Mayas, Grupo de Investigación Andalucía-América: Patrimonio Cultural y Relaciones Artísticas, CEPHCIS-UNAM.
- 2011. "Mayan Hieroglyphic Texts as Linguistic Sources". En New Perspectives in Mayan Linguistics. Heriberto Avelino coord., pp. 343-373, Cambridge Scholars Publishing, Newcastle.
- 2011. "La identificación de unidades socio-administrativas en las ciudades mayas clásicas: El caso de Tikal al Petén, Guatemala". En Los investigadores de la Cultura Maya 2009, tomo I, con Jesús Adánez, Andrés Ciudad y María Josefa Iglesiaspp. 1-20, Universidad Autónoma de Campeche y Secretaría de Educación Pública.

## Artículos
- 1997: "Afrontar la escasez: el estudio de la América prehispánica". Anales del Museo de América, n.º 5, 1997, pp. 7-16.
- 2007. "El Mural del Cuarto 22 de Ek’ Balam, Yucatán, México: ritual y profecía de Año Nuevo en el periodo Clásico Maya". Mayab 19, pp. 107-121.
- 2008. "Regional Scribal Traditions: Methodological Implications for the Decipherment of Nahuatl Writing". The PARI Journal, Volume VIII, N.º 4, Spring 2008, pp. 1-22.
- 2008. "El título lakam: evidencia epigráfica sobre la organización interna tributaria y militar de los reinos mayas del Periodo Clásico". Mayab N. 20, pp. 23-43.
- 2011. "Historia y ritual dinásticos en Machaquilá, Petén, Guatemala". Revista Española de Antropología Americana, Vol. 41, N.º 1, pp. 205-240.

### Obras sobre el investigador
- Eugenia Gutiérrez: "El método Lacadena en el desciframiento de la escritura jeroglífica náhuatl".